# 竹中夏海
竹中 夏海（たけなか なつみ、1984年6月10日 - ）は、埼玉県出身の振付師。ホリプロスポーツ文化事業部所属。アイドルや広告・MVなどの振付を担当している。

## 略歴

### 女優として
1995年、ミュージカル『美少女戦士セーラームーンSupers 夢戦士・愛・永遠に』ちびうさ役で女優としてデビュー。その後何本か映画に出演した後、活動を休止。2004年、WEB配信映画『手を握る泥棒の物語』の助演女優役のオーディションに合格し、萌役を演じた。

### 振付師として
5歳のころよりモダンバレエを学んでいたが、中学校在学中にバレエからジャズダンスへとシフトしていった。その後、高校では新体操部に所属していたが、2年生の時にチア部のピンチヒッターを頼まれたことをきっかけに、チアダンスに没頭していった。竹中は「客席の声援まであって初めて完成する、このスタイルに強烈に惹かれた」としながらも、
- 「一体感のある盛り上がりを全曲通して持続させられ」る[13]。
- チアダンスで評価されるような「チーム全体での規律」ではなく「一人ひとりの個性」が評価される[13]。

そのようなステージ（ジャンル）を追い求めるようになった。そこで、日本女子体育大学で舞踊学を専攻し、さまざまなジャンルのダンスを勉強する中で、そのようなステージ（ジャンル）を探すことにした。中学生の頃より、自分で踊るよりも振付・指導の方が好きであったため、ダンサー志望の人たちに混じっても問題ないかという不安もあったが、舞踊学専攻にはAO入試があり、そこで求められている学生像が竹中自身と一致するものであったため、AO入試を受け合格した。
大学では上記のようなステージ（ジャンル）と出会うことを目標にしていたが、その目標を達成することは出来なかった。また「何かの振付師になりたい」とは考えていたが、何の振付師になるのか決められないまま卒業した。その後、2007年の紅白歌合戦でBerryz工房が「付き合ってるのに片思い」を歌っているのを見て「アイドルだな」「アイドルの振りコピだ！」と思い、アイドルの振付師をしたいと思うようになった。竹中はその理由を以下のように説明している。
そこで、2009年4月にプラチナムプロダクション所属の女性アイドルグループ『ぱすぽ☆』のブログよりメッセージを送り問い合わせてみたところ、アイドルに詳しいという理由で振付師として採用された。以降D-Riveやぱすぽ☆、prediaの振付を担当している。また、2011年にはプラチナムプロダクション及びその関連会社に属していない女性アイドルグループアップアップガールズ（仮）の公演のプロデュースを担当し、2012年には、同グループのオリジナル曲の振り付けも担当している。
2013年には、HKT48の2ndシングル「メロンジュース」の振り付けも担当、「激しく! パンクに!」というテーマで、サビで激しいヘッドバンギングが繰り広げられる振り付けを取り入れた。
2020年7月、プラチナムプロダクションを退所。同年10月、ホリプロスポーツ文化事業部に所属。
2022年3月、SHOWROOMと共同で発起した「SRアイドル専用ジム」プロジェクトを立ち上げ。元アイドリング!!!の遠藤舞（ボイストレーナー）、酒井瞳（フィジカルトレーナー）協力の元、翌4月に開講した。

## 人物
父親が青森県出身。東京で生まれ、2歳から小学4年まで埼玉県で過ごした。
高校ボート部でも有数の強さを誇る埼玉県内県立高校のボート部に入部し『内村プロデュース』の企画「○○で勝利するをプロデュース」の32回「レガッタで勝利するをプロデュース」において番組メンバーと対決した。その際出演者のおさるから『僕竹中さんがいいです！！』との指名を受けた。
アイドルオタクであるが、自分自身が人前で踊ろうとは思っていない。しかし、男のアイドル、特に嵐のメンバーになりたいという考えは持っている。2015年10月11日放送「MUSIC JAPAN」（NHK総合テレビジョン）で、藤井隆のバックダンサーとして出演している。
スペースクラフト所属のモデルでアイドルヲタクの二宮なゆみ・小口桃子・日笠麗奈と出会ったことをきっかけに意気投合、「なでksジャパン」（KSDD（クソDD＝DD（誰でも大好き）を極めた者の意）界の「なでしこジャパン」の意）を結成。その『次女』としてヲタ活の傍ら、イベント出演も果たしている。
既婚者。

## 振付担当
アーティスト
- いきものがかり『1,2,3〜恋がはじまる〜』『ゴールデンガール』
- Shiggy jr.『サマータイムラブ』『GHOST PARTY』
- CHAI『アイム・ミー』
- SILENT SIREN『チェリボム』『恋のエスパー』
- MOSHIMO『触らぬ神に祟りなし』
- CIVILIAN『愛／憎』
- 上田あつみ『ハッピーハロウィン！』
- KANA-BOON『なんでもねだり』
- 秦基博『スミレ』
- フジファブリック『Girl!Girl!Girl!』
- 大森靖子『きゅるきゅる』
- 住岡梨奈『flavor』
- miwa『ミラクル』
- ONIGAWARA『ポップミュージックは僕のもの』『Let's Dance!!』『エビバディOK?』『欲望』『チョコレイトをちょうだい』『シャッターチャンス93'』『GATTEN承知之助〜We can do it!!〜』『タンクトップは似合わない』『ダバダバ』『ヒットチャートをねらえ！』『東京SUKI・SUKIストリート』

アイドル
=LOVE、HKT48、NGT48、PASSPO☆、アップアップガールズ（仮）、predia、夢みるアドレセンス、虹のコンキスタドール、Appare！（天晴れ！原宿）寺嶋由芙、乙女新党、東京パフォーマンスドール、バンドじゃないもん!、リリカルネッサンス（アイドルネッサンス×lyrical school）、フィロソフィーのダンス、ぷちぱすぽ☆、アップアップガールズ（プロレス）、アップアップガールズ（2）、ミスiD、ジュノンスーパーボーイアナザーズ、爆乳ヤンキー、爆乳甲子園、美脚戦隊スレンダー、CUBERS、ukka
主な担当作品
TV
- TX『ゴッドタン』内「マジ歌選手権/ヒム子シリーズ（’16、‘17、’18）」
- TX『しまじろうのわお!』内 「エチケットマン（藤井隆）」
- NTV『バズリズム』内 「ミズノリズム/白が人気」
- NTV『スッキリ!!商品開発部』内ヒャダインプロデュース アナサー男子三人衆「俺たちの理不尽(プライド)」
- NTV『所さんの目がテン!』内リトマース「恋の火曜日5時間目」
- NHK『NHK歌謡コンサート』
- NHK『思い出のメロディ』
- NHK『うたコン』
- CX『今夜はアリエナイト』
- CX『オモクリ監督』内 堂島孝平監督作「プレゼント」ほか

## 出演

### ミュージカル
- 美少女戦士セーラームーンSupers 夢戦士・愛・永遠に（1995年）ちびうさ役[5]

### 映画
- 学校の怪談2（1996年7月20日公開、東宝）稲葉杏子役[30]
- 森に抱かれた街で（1998年公開、青森市制100周年記念映画）[5]
- 手を握る泥棒の物語（2004年公開、角川書店）萌役[6][7]

### テレビ
- ラストアイドル（2017年9月3日-、テレビ朝日）審査員として不定期出演

### MV
- Negicco「矛盾、はじめました。」（2016年） [31]

### イベント
- UNIDOL（ユニドル） - 審査員

## 書籍
- IDOL DANCE!!!　―歌って踊るカワイイ女の子がいる限り、世界は楽しい―（2012年12月7日、ポット出版）ISBN 978-4-7808-0192-7
- アイドル＝ヒロイン　―歌って踊る戦う女の子がいる限り、世界は美しい―（2015年1月20日、ポット出版）ISBN 978-4-7808-0215-3
- アイドル保健体育（2021年9月、CDジャーナル）ISBN 978-4909774156

### 雑誌連載
- TopYell「竹中夏海先生の踊る!アイドルソング時評」（2012年4月号 - 、竹書房）